# Kampfgeschwader 101
La Kampfgeschwader 101 (KG 101) (101e escadron de bombardiers) est une unité de bombardiers de la Luftwaffe pendant la Seconde Guerre mondiale.

## Le programme Mistel
À partir de 1942, pour compenser son manque de bombardiers lourds, la Luftwaffe a commencé à expérimenter l'utilisation d'anciens bombardiers Junkers Ju 88 usés par les années de guerre comme d'énormes ogives à charge creuse en les guidant vers leur cible avec un avion de chasse monté sur l'arrière du bombardier sans pilote. Le Mistel (Gui en allemand) , parfois également nommé Vater und Sohn (père et fils d'après une Bande Dessinée populaire de l'époque) utilisait un bimoteur réformé (JU88 ou Me 110) portant une forte charge d'explosif (de divers types , soufflantes incendiaires ou brisantes) supportant un avion de chasse monomoteur piloté (Me 109 ou Focke Wulf 190) sur des pylônes munis de boulons explosifs. L'avion-bombe contenait également des réservoirs d'essence supplémentaires où l'avion  de chasse pompait son carburant durant le trajet aller. Le pilote du monomoteur devait amener le composite avion porteur et avion porté à proximité de la cible avant de se décrocher . Le plus grave défaut résidait dans la faible vitesse du composite en vol (inférieure à celle du plus lent des deux appareils), ce qui le  rendait vulnérable à la chasse ennemie. D'autres Mistel plus avancés utilisèrent des avions à réaction, un Arado 234  modifié portant un Heinkel 162 Volksjaëger monoréacteur. Bien que moins efficace que les planificateurs de la Luftwaffe ne l'avaient espéré, le programme Mistel a continué à être développé en profondeur en 1944. L'unité a été à l'origine destinée à attaquer les installations navales à Gibraltar, Leningrad ou Scapa Flow en Écosse, mais l'invasion de la Normandie a détourné les efforts pour les opérations anti-invasion. Dans la nuit du 24 juin 1944, 5 Mistels de la Kampfgeschwader 101 ont été envoyés depuis l'aérodrome de Saint-Dizier contre des cibles dans l'estuaire de la Seine. Bien que l'un des Ju 88 volant de 380 km/h ait été abattu par un Mosquito de la RAF, les quatre autres pilotes ont réussi leur lancement et ont endommagé plusieurs navires,. 
La faisabilité de l'attaque de Scapa Flow s'est avérée, et en août 1944, les forces de Mistel ont été concentrées à Grove dans le Schleswig-Holstein. Le 11 novembre 1944, des Lancaster de la Royal Air Force attaquent le navire de guerre allemand Tirpitz et le font chavirer. Avec la destruction du Tirpitz, il n'y avait plus aucune obligation capitale que les navires alliés demeurent sur le théâtre de l'Atlantique, et bientôt ceux de la Home Fleet à Scapa Flow sont sur le chemin de la guerre du Pacifique, en laissant les Mistel sans aucun objectif valable à Scapa Flow.
Tous les Mistel ont été placés sous le commandement du Kampfgeschwader 200 et de l'Oberst (Colonel) Joachim Helbig. En fin 1944, l'accent est mis sur toutes les attaques sur les armements soviétiques et les centrales électriques, mais en mars 1945, les bases aériennes sont impraticables du fait de l'avancée soviétique. Le KG 200 reçoit l'ordre de concentrer les opérations de Mistel contre les ponts sur l'Oder et la Neisse. Le 27 avril 1945, 7 avions Mistel sous le commandement du Leutnant Dittmann du II./KG 200, escortés par des Fw 190, sont lancés contre les passages à Küstrin, mais seulement deux Mistels atteignent leur objectif, les résultats ne sont pas concluants et les ponts sont demeurés intacts. En avril, les unités de Mistel sont dissoutes et le personnel navigant dispersé dans des unités de combat à proximité.

## Organisation

### Stab. Gruppe
Formé le 1er février 1943 à Gardelegen à partir du Stab/Kampfschulgeschwader 1. Ils opèrent sur les Junkers Ju 88A. Il est dissous le 31 octobre 1944.
Geschwaderkommodore (Commandant de l'escadron) :
| Début            | Fin             | Grade        | Nom           |
| ---------------- | --------------- | ------------ | ------------- |
| 1er février 1943 | 31 octobre 1944 | Generalmajor | Robert Krauss |

### I. Gruppe
Formé le 1er février 1943 à Salon-de-Provence à partir du I./Kampfschulgeschwader 1 avec :
- Stab I./KG 101 à partir du Stab I./KSG 1
- 1./KG 101 à partir du 1./KSG 1
- 2./KG 101 à partir du 2./KSG 1
- 3./KG 101 à partir du 2./KSG 3

Il opèrent sur les Junkers Ju 88A. 

Le 12 mai 1943, le I./KSG 1 quitte Salon-de-Provence pour la base de Greifswald.
Le 20 septembre 1944, le 1./KG 101 est renommé Bomben- und Zielfinderschule Greifswald avec :
- Stab I./KG 101 devient Stab/Bomben- und Zielfinderschule Greifswald
- 1./KG 101 devient 1./Bomben- und Zielfinderschule Greifswald
- 2./KG 101 devient 9./KG 66
- 3./KG 101 devient 2./Bomben- und Zielfinderschule Greifswald

Gruppenkommandeure (Commandant de groupe) :
| Début            | Fin               | Grade | Nom                   |
| ---------------- | ----------------- | ----- | --------------------- |
| 1er février 1943 | 1943              | Major | Josef Knotzer         |
| 1943             | Février 1944      | Major | Heinrich Herzberg     |
| Février 1944     | 19 septembre 1944 | Major | Georg Graf von Platen |

### II. Gruppe
Formé le 1er février 1943 à Salon-de-Provence à partir du II./Kampfschulgeschwader 1 avec : 
- Stab II./KG 101 à partir du Stab II./KSG 1
- 4./KG 101 à partir du 3./KSG 1
- 5./KG 101 à partir du 4./KSG 1

Le 6./KG 101 est formé en juin 1943 à Pleskau-Süd.
Le II./KSG 1 est dissous en septembre 1944 mais :
- 4./KG 101 devient 3./Bomben- und Zielfinderschule Greifswald
- 5./KG 101 devient 8./KG 66
- 6./KG 101 devient 8./EKG (J) le 20 novembre 1944

Gruppenkommandeure :
| Début            | Fin               | Grade  | Nom         |
| ---------------- | ----------------- | ------ | ----------- |
| 1er février 1943 | 19 septembre 1944 | Oberst | Albert Böhm |

### III. Gruppe
Formé le 1er février 1943 à Cognac à partir du I./Kampfschulgeschwader 3 avec :
- Stab III./KG 101 à partir du Stab I./KSG 3
- 7./KG 101 à partir du 1./KSG 103
- 8./KG 101 à partir du 3./KSG 103
- 9./KG 101 à partir du Erprobungsstaffel 410 le 6 juin 1943

Le III./KG 101 est dissous en aout 1943 mais :
- 8./KG 101 devient Erg.Sta.(Nacht)/SKG 10 le 1er juillet 1943
- 9./KG 101 devient 13./KG 2 le 19 juin 1943

Gruppenkommandeure :
| Début            | Fin          | Grade     | Nom           |
| ---------------- | ------------ | --------- | ------------- |
| 1er février 1943 | 14 août 1943 | Hauptmann | Horst Beegert |

### Einsatzstaffel/KG 101
Formé en janvier 1944 à Varrelbusch à partir d'éléments du II./KG 101.

Le 10 octobre 1944, il devient le 7./KG 66.
 
Il opèrent sur Junkers Ju88A et Mistel.
Staffelkapitäne :
| Début        | Fin               | Grade        | Nom              |
| ------------ | ----------------- | ------------ | ---------------- |
| Janvier 1944 | 14 juin 1944      | Oberleutnant | Horst Rudat (en) |
| 15 juin 1944 | 24 septembre 1944 | Oberleutnant | Alfred Pils      |

### Verbandsführerschule/KG 101
Formé le 28 août 1943 à Tours à partir du Stab/KG 60 avec :
- Stab/VFS KG 101
- 1./VFS KG 101
- 2./VFS KG 101

Le 28 août 1944, il est renommé Verbandsführerschule des Generals der Kampfflieger avec :
- Stab/VFS KG 101 devient Stab/VFS G.d.K.
- 1./VFS KG 101 devient 1./VFS G.d.K.
- 2./VFS KG 101 devient 2./VFS G.d.K.

Kommandeure :
| Début            | Fin          | Grade     | Nom               |
| ---------------- | ------------ | --------- | ----------------- |
| 1er février 1943 | 28 août 1944 | Hauptmann | Mathias Schwegler |